# Partidul Whig, SUA
Partidul Whig a fost un partid politic american in timpul perioadei cunoscută ca Democrația Jackson. A funcționat între anii 1833 și 1856 si a fost fondat pentru a lupta împotriva politicii duse de președintele Andrew Jackson și Partidul Democrat.
Partidul Whig a susținut supremația Congresului peste ramura executivă și a favorizat programul pentru modernizare și protecționism economic. Numele partidului lor este un tribut adus celor cunoscuți ca American Whigs care au luptat pentru independență în 1776. 
Din Partidul Whig făceau parte politicieni precum au fost Daniel Webster, William Henry Harrison, Henry Clay (liderul partidului), dar și eroi de război precum generalul Zachary Taylor și Winfield Scott. Abraham Lincoln a fost liderul Whig leader din Illinois.
Patru dintre președinții Statelor Unite ale Americii au fost membri ai Partidului Whig:
| #  | Nume                   | Început de Mandat | Sfârșit de Mandat |
| -- | ---------------------- | ----------------- | ----------------- |
| 9  | William Henry Harrison | 4 martie 1841     | 4 aprilie 1841    |
| 10 | John Tyler             | 4 aprilie 1841    | 4 martie 1845     |
| 12 | Zachary Taylor         | 4 martie 1849     | 9 iulie 1850      |
| 13 | Millard Fillmore       | 9 iulie 1850      | 4 martie 1853     |